# Alexander Michailowitsch Gawrilow
Alexander Michailowitsch Gawrilow (russisch Александр Михайлович Гаврилов; * 1816 in Kronstadt; † 28. Maijul. / 9. Juni 1848greg. in Nowo-Archangelsk) war ein russischer Steuermann und Forschungsreisender.

## Leben
Gawrilow begann im Juni 1826 seine Ausbildung an der Kronstädter Steuermann-Schule, die er im April 1835 als Konduktor des Flotten-Steuermann-Korps abschloss. Darauf diente er in Sveaborg im Geschwader Konteradmiral Friedrich Benjamin von Lütkes und nahm an Vermessungsarbeiten bei den Schäreen im Finnischen Meerbusen teil.
Gawrilow wurde 1837 Steuermann auf dem Linienschiff Nikolai der Russländisch-Amerikanischen Kompagnie (RAK) unter dem Kommando Jewgeni Berens' (Großvater des Admirals Jewgeni Berens und des Admirals Michail Berens) und fuhr aus Kronstadt um das Kap Hoorn herum nach Nowo-Archangelsk in Russisch-Amerika und 1839 auf dem gleichen Weg zurück. 1840 wurde er zum Praporschtschik befördert und fuhr auf einem anderen Linienschiff unter dem Kommando Dionissi Sarembos wieder nach Nowo-Archangelsk, wo er im April 1841 ankam. Dann kehrte er auf dem Landweg durch Sibirien nach Kronstadt zurück. Ab 1843 überführte er Militärtransportschiffe aus Kronstadt um das Kap der Guten Hoffnung herum nach Petropawlowsk-Kamtschatski, um dann ins Ochotskische Meer zu fahren. Im März 1844 wurde er zum Podporutschik befördert.
Ab 1845 fuhr Gawrilow als Steuermann und dann als Kommandeur auf verschiedenen Briggs zwischen den Buchten Alaskas und dem Ochotskischen Meer. Er vermaß die Ajan-Bucht und erstellte eine Dokumentation der Küsten des Ochotskischen Meers. Anfang 1846 bildete der Direktor der RAK Ferdinand von Wrangel eine kleine lokale Expedition zur Prüfung der Schiffbarkeit der Amur-Mündung, deren Leitung er auf Empfehlung Friedrich Benjamin von Lütkes Gawrilow übertrug. Um außenpolitische Komplikationen zu vermeiden, veränderte Gawrilow das Aussehen der Expeditionsbrigg und die Mannschaftsbekleidung, kommandierte auf Schwedisch und fuhr unter unbekannter Flagge. Im Mai 1846 verließ Gawrilow Nowo-Archangelsk und erkundete im Juli 1846 den Südwesten des Ochotskischen Meers. Er entdeckte an der Nordküste Sachalins die Obman-Bucht, die Gennadi Newelskoi 1848 nach seinem Schiff Baikal in Baikal-Bucht umbenannte, und fuhr in das Sachalin-Fahrwasser. Er durchquerte den Amur-Liman und führte Vermessungen auf dem Amur bis 12 Meilen aufwärts durch. Aus Zeitmangel konnte er nicht mehr nach einem schiffbaren Fahrwasser im Südteil des Amur-Limans suchen, sodass er die Erkundung abbrach und im August 1846 über Ochotsk nach Nowo-Archangelsk zurückkehrte. Dem RAK-Direktor Michail Tebenkow übergab er die Karte und die Dokumentation mit seinen Ergebnissen. Für seine Erforschung des Amur-Limans erhielt Gawrilow per Ukas Kaiser Nikolaus’ I. als Auszeichnung 1500 Rubel, und das Fahrwasser im Amur-Liman wurde nach ihm benannt.
Gawrilow starb in Nowo-Archangelsk am 9. Juni 1848 an der Schwindsucht und wurde auf dem dortigen russischen Friedhof begraben. Seine Witwe Ulrika Wilhelmina Michailowna geborene Schwarz erhielt eine Pension für die Erziehung ihrer Töchter Sophia und Alexandra, die den Architekten Wassili Sarandinaki heiratete.